# Lévis-Enteiser
Koordinaten: 46° 42′ 34″ N, 71° 11′ 29″ W
Der Lévis-Enteiser ist eine Anlage zur Enteisung von Freileitungen. Die im Umspannwerk Lévis südlich von Québec installierte Anlage hat eine maximale Ausgangsleistung von 250 MW und eine bipolare Betriebsspannung von ±17,4 kV. Der Gleichstrom zur Enteisung kann bis zu 8 kA betragen. Er wird ca. 1 Stunde lang durch ein Leitungssegment geleitet, das dazu am fernen Ende kurzgeschlossen und vom sonstigen Netz getrennt ist. Durch den hohen Strom und den ohmschen Widerstand erwärmt sich die Leitung und das Eis schmilzt.  Neben der Enteisungsfunktion dient die Anlage auch als statischer Blindleistungskompensator (SVC). Zur Erzeugung und Regelung des Gleichstromes werden Komponenten genutzt, wie sie in der HGÜ-Technik verwendet werden.
Der Lévis-Enteiser ging 2008 in Betrieb, wurde von der Firma Areva gebaut und bedient mehrere Freileitungen mit Längen von 27 km bis 242 km Länge, die im normalen Betrieb mit Dreiphasenwechselstrom mit 315 kV bzw. 735 kV betrieben werden.
Errichtet wurde die Anlage nach einem großen Eissturm im Januar 1998. Dieser hatte Freileitungen von über 600 km Länge der Hydro-Québec zerstört und es war zu großflächigen Stromausfällen gekommen, die in einigen Regionen bis zu einigen Wochen dauerten. Der Lévis-Enteiser wurde in den Folgejahren zur Vermeidung solcher witterungsbedingter Stromausfälle errichtet.